# Ложная беременность
Ложная беременность, или истерическая беременность, — редкий синдром, проявляющийся в уверенности о своей беременности, хотя беременности нет. Ложная беременность может «подражать» практически всем признакам настоящей беременности.

## Клиническая картина
Клиническая картина данного диссоциативного феномена довольно типична: дисменорея или аменорея, нагрубание молочных желёз (иногда с выделением молозива), пигментация сосков, увеличение объёма живота из-за отложения жира в брюшной стенке, задержки газов и вздутия кишечника, походка и осанка, типичная для беременных, ложные ощущения движения плода и даже болезненные родовые схватки (вследствие спазма или усиления перистальтики кишечника), тошнота и рвота. Описаны случаи «отхождения околоплодных вод», которые в действительности оказывались мочеиспусканием.
Ложная беременность зачастую встречается у женщин, сильно желающих иметь детей, но неспособных забеременеть или выносить ребёнка по какой-либо причине.

## Агнозия беременности
Противоположным психическим расстройством является неосознаваемая беременность (агнозия беременности), при которой своя беременность отрицается даже при наличии медицинских доказательств.